# Berliner Fußballclub Dynamo
La Berliner Fußballclub Dynamo e.V. (abbreviato BFC Dynamo e conosciuta comunemente in Italia con la denominazione di Dynamo Berlino o Dinamo) è una società calcistica di Berlino. Fondata nel 1953 e rifondata nel 1966 (allorché divenne di proprietà della Stasi), è stata una delle principali squadre di calcio della Germania Est: nel suo palmarès figurano dieci titoli nazionali consecutivi vinti tra il 1978 e il 1988 (record assoluto per la DDR-Oberliga) e 3 Coppe della Germania Est.
Dal punto di vista delle competizioni internazionali, ha raggiunto i quarti di finale della Coppa dei Campioni nelle edizioni 1979-80 e 1983-84, quando fu eliminata rispettivamente dal Nottingham Forest (che avrebbe poi vinto l'edizione) e dalla Roma (finalista in quell'edizione).
Dopo la riunificazione tedesca, la squadra è lentamente sprofondata nelle serie inferiori, anche a causa di diverse crisi societarie. Dal 2014 milita in Regionalliga Nordost (uno dei gironi di quarta serie del calcio tedesco) dopo essere anche precipitata in NOFV-Oberliga.
Nella stagione 2021-2022 vince il suo girone ma fallisce la promozione perdendo nel doppio confronto contro il VfB Oldenburg.

## Storia

### La sezione calcio del SC Dynamo Berlin
La storia del club ebbe inizio il 1º ottobre 1954 con la fondazione della società polisportiva SC Dynamo Berlin. Faceva parte della SV Dynamo, l'organizzazione sportiva dei servizi di sicurezza fondata il 27 marzo 1953 e presieduta da Erich Mielke, massimo dirigente della Stasi, la polizia segreta del paese. Il nuovo club fu subito ammesso alla DDR-Oberliga 1954-1955 (il massimo campionato della Germania Est), rilevando il titolo sportivo e i giocatori della SG Dynamo Dresden. Si ritiene che ciò fu possibile per la volontà di Mielke di dare alla capitale della Germania Est una compagine competitiva che potesse rivaleggiare con le squadre di Berlino Ovest. All'epoca il club poteva vantare giocatori di un certo livello come Günter Schröter, Johannes Matzen e Herbert Schoen.

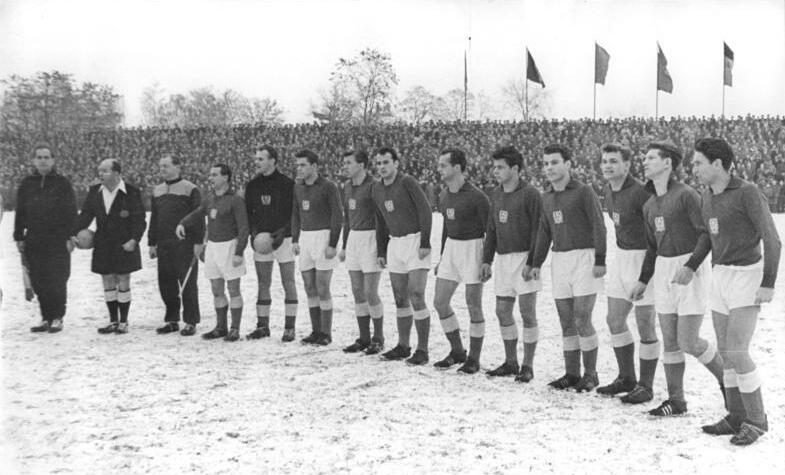
La SC Dynamo Berlin vincitrice della Coppa della Germania Est 1959.

Nella prima stagione la SC Dynamo Berlin si classificò al settimo posto, ma nel 1956 arrivò la prima retrocessione in DDR-Liga. Il club risalì rapidamente in DDR-Oberliga nel giro di una sola stagione ma stentò ad acquisire popolarità: le partite interne allo Walter-Ulbricht-Stadion raramente superavano i 5 000 spettatori. Nel 1959 la squadra conquistò il suo primo trofeo, la Coppa della Germania Est (FDGB-Pokal) sconfiggendo in finale il SC Wismut Karl-Marx-Stadt. La partita di andata era terminata 0-0, ma la ripetizione fu vinta per 3–2 grazie alla doppietta di Christian Hofmann e al rigore trasformato da Günter Schröter. Tuttavia la federazione tedesco-orientale non consentì al club di partecipare alla Coppa delle Coppe 1960-1961 stabilendo che a rappresentare la Germania Est in tale competizione sarebbe stata la compagine concittadina e rivale ASK Vorwärts Berlin.

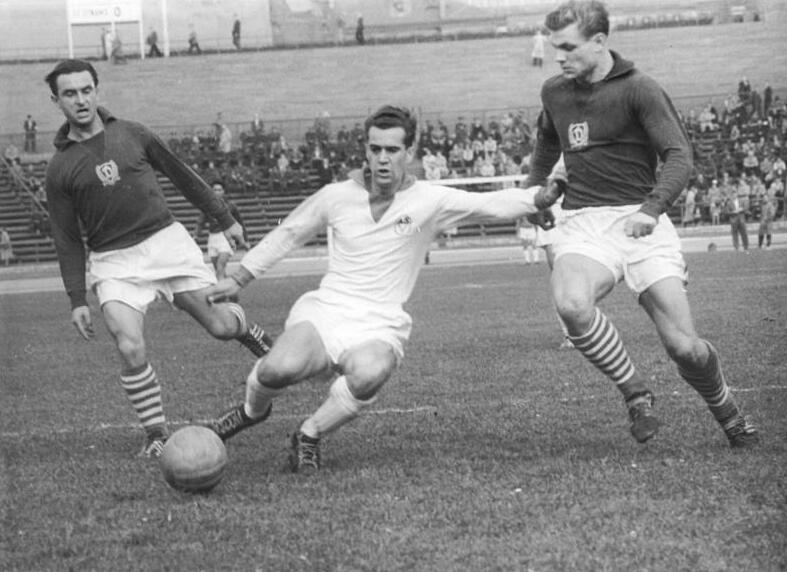
Günter Schröter (a sinistra), Horst Kohle dell'ASK Vorwärts Berlin (al centro) e Martin Skaba (a destra) durante un match tra il Vorwärts Berlin e il SC Dynamo Berlin svoltosi al Walther-Ulbricht-Stadion nel 1959.

Nella stagione 1960 il club si classificò al secondo posto in campionato e ben sei suoi giocatori (Werner Heine, Martin Skaba, Waldemar Mühlbächer, Herbert Maschke e Günter Schröter) giocarono titolari nella partita tra la nazionale della Germania Est e quella della Danimarca svoltasi il 28 maggio 1961 a Idrætsparken davanti a 45 000 spettatori. Tuttavia il capocannoniere della squadra, Emil Poklitar, e il compagno di squadra Rolf Starost fuggirono a Berlino Ovest in occasione di un'amichevole contro il Boldklubben af 1893 svoltasi al Idrætsparken a Copenaghen il 13 agosto 1961. Nonostante tali defezioni, nella stagione 1961-1962 la compagine si mantenne ad alti livelli classificandosi al terzo posto in campionato, raggiungendo la finale di coppa della Germania Est (persa per 3-1 contro il SC Chemie Halle), e prendendo parte alla sua prima competizione internazionale, la Coppa Piano Karl Rappan 1961-1962.
Tuttavia la SC Dinamo in quello stesso periodo era messa in ombra dai rivali del ASK Vorwärts Berlin, la squadra sponsorizzata dall'esercito che conquistò sei titoli nazionali nel corso degli anni cinquanta e sessanta. La SC Dynamo Berlin cominciò a disputare i propri incontri interni al Dynamo-Sportforum in seguito alla costruzione del Muro di Berlino nel 1961. Nel nuovo stadio il numero di spettatori medi crollò a 3 000 nella stagione 1962-1963. Nei campionati successivi la SC Dynamo Berlin non riuscì a mantenersi ad alti livelli, trovandosi a dover lottare per la salvezza.

### La fondazione del BFC Dynamo e le prime stagioni
Il 15 gennaio 1966, lo stesso anno in cui si decise di riformare il sistema calcistico della DDR, la sezione calcio della SC Dynamo Berlin si distaccò dalla società polisportiva e fu rifondata con la denominazione di BFC Dynamo. Manfred Kirste fu il primo presidente del nuovo club mentre Mielke fu nominato presidente onorario. I dirigenti annunciarono la volontà di puntare in alto affinché il club potesse raggiungere i massimi risultati e rappresentare degnamente la capitale della Germania Est. Il BFC Dynamo era ufficialmente un club del Ministero dell'Interno. Lo sponsor ufficiale (Träger) del club era la Volkspolizei. Tuttavia il presidente onorario del club, Mielke, presiedeva la Stasi e il 96 % dei membri sostenitori del club erano membri della Stasi. Il patrocinio e i finanziamenti della Stasi permisero alla BFC Dynamo di tornare competitivo seppur non nell'immediato.
Il club retrocedette nel campionato cadetto, la DDR-Liga, al termine della stagione 1966-67, ma ritornò immediatamente nella massima serie. La squadra nel frattempo era stata ringiovanita con l'inserimento di elementi provenienti dal vivaio come Harald Schütze e Norbert Johannsen. Il settore giovanile del club ottenne ottimi risultati fin dalla fine degli anni sessanta, vincendo la maggior parte delle competizioni giovanili a Berlino Est.
Nella stagione 1970-71 BFC Dynamo raggiunse la finale di FDGB-Pokal dove però fu sconfitta per 2-1 ai supplementari dalla Dinamo Dresda che divenne così la prima squadra tedesco-orientale a centrare il double (vittoria di campionato e coppa nazionale nella stessa stagione). A causa della qualificazione della Dinamo Dresda alla Coppa dei Campioni, la finalista perdente della coppa nazionale, la BFC Dynamo, fu ammessa in Coppa delle Coppe in quella che passò alla storia come la prima partecipazione a una competizione UEFA per il club. In Coppa delle Coppe 1971-1972 fu eliminata in semifinale dalla Dinamo Mosca ai tiri di rigore, divenendo così la prima e finora unica squadra di Berlino ad aver raggiunto le semifinali di una coppa europea UEFA.
In base alla DFV-Fußballbeschluss del 1970 la BFC Dynamo era uno dei Schwerpunktclubs, e in quanto tale riceveva sostanziosi finanziamenti dalla Deutscher Turn- und Sportbund (federazione sportiva e ginnastica tedesca), oltre a ulteriori privilegi. Grazie al patrocinio e ai finanziamenti della Stasi e del suo presidente, Erich Mielke, la BFC Dynamo si rafforzò notevolmente e poté disporre delle migliori strutture di allenamento nonché dei giovani talenti più promettenti. Il presidente della Stasi intendeva portare il club ai vertici in Germania Est e a competere stabilmente con risultati onorevoli nelle coppe europee, in modo da accrescere il prestigio internazionale della Germania Est e trasformare in eroi socialisti i giocatori della squadra. Lo stesso Mielke potrebbe aver convinto il Ministro della Difesa a trasferire il FC Vorwärts Berlin a Francoforte sull'Oder nel 1971: il presidente della Stasi considerava il FC Vorwärts Berlin uno scomodo concorrente per la BFC Dynamo e vide con favore il trasferimento dei rivali in un'altra città. Nel corso degli anni settanta la società continuò a investire sul settore giovanile. Nella stagione 1975-76 disponeva della formazione più giovane in DDR-Oberliga, con un'età media di soli 22,5 anni. A partire dalla metà degli anni settanta il club cominciò a inserirsi in modo stabile nella lotta per il titolo nazionale, preludio dei dieci titoli consecutivi tra il 1978 e il 1988.

### Periodo d'oro

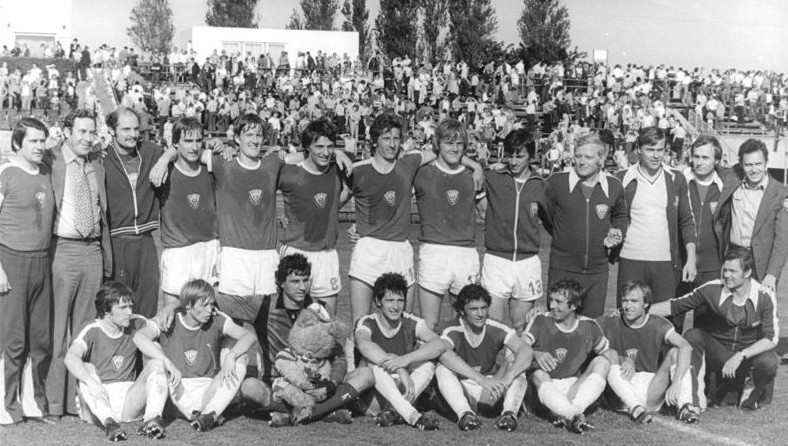
La squadra della BFC Dynamo con il presidente del club Manfred Kirste, il secondo da sinistra, dopo aver vinto il suo primo titolo di campione nazionale il 6 giugno 1979.

La BFC Dynamo aprì la stagione 1978-1979 con dieci vittorie consecutive in campionato conquistando la vetta della classifica con ampi distacchi dalle inseguitrici. La certezza aritmetica della conquista del primo titolo nazionale arrivò alla ventiquattresima giornata allorquando, alla presenza di 22 000 spettatori, sconfisse per 3-1 allo Friedrich-Ludwig-Jahn-Sportpark la SG Dynamo Dresden. La squadra concluse il campionato con un ruolino di marcia di 21 vittorie, quattro pareggi e una sola sconfitta. Hans-Jürgen Riediger si classificò al secondo posto nella classifica dei cannonieri con 20 reti.
Durante una sosta per fare compere nella città di Gießen in Assia in seguito a una amichevole contro la 1. FC Kaiserslautern il 20 marzo 1979, il centrocampista Lutz Eigendorf, cresciuto nel vivaio del club e considerato uno dei calciatori più promettenti della Germania Est, abbandonò senza preavviso la squadra fuggendo in Germania Ovest. La defezione di Lutz Eigendorf, uno dei calciatori prediletti di Erich Mielke, non fu presa bene dal capo della Stasi. Il suo "tradimento" fu punito con la rimozione del suo nome da tutte le statistiche e gli annali del calcio tedesco-orientale e con il ritiro dal mercato di tutto il merchandise con il suo nome e la sua immagine. Lutz Eigendorf morì in circostanze sospette a Braunschweig nel 1983 con il possibile, ma mai provato, coinvolgimento della Stasi.
Grazie alla vittoria del suo primo titolo nazionale nella stagione 1978–79, la BFC Dynamo esordì in Coppa dei Campioni. Superati i primi due turni della Coppa dei Campioni 1979-1980 eliminando Ruch Chorzów e Servette FC, la squadra raggiunse i quarti di finale, dove fu sorteggiata con il Nottingham Forest guidato da Brian Clough, che avrebbe poi vinto la competizione. Il BFC vinse in trasferta per 1-0 la partita d'andata, grazie alla rete di Hans-Jürgen Riediger, ma fu eliminata in seguito a una sconfitta casalinga per 1–3 davanti a 30 000 spettatori. La vittoria in trasferta con il Nottingham Forest rese il BFC Dynamo la prima compagine tedesca a imporsi in casa di una squadra inglese in Coppa dei Campioni.

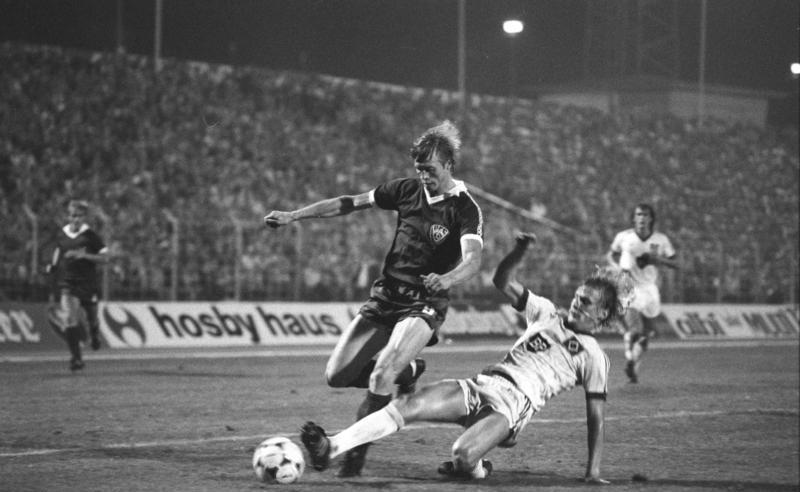
Hans-Jürgen Riediger nel corso dell'incontro tra BFC Dynamo e Hamburger SV valido per la Coppa dei Campioni 1982–1983 e disputato allo Friedrich-Ludwig-Jahn-Sportpark.

La BFC Dynamo dominò anche i campionati successivi riuscendo nell'impresa di vincerne dieci consecutivi. Di conseguenza prese parte alla Coppa dei Campioni per dieci stagioni di fila. Nel primo turno della Coppa dei Campioni 1982-1983 affrontò i campioni della Germania Ovest dell'Amburgo. La partita di andata si disputò in casa della Dynamo, ma la Stasi, nel timore di disordini interni e dimostrazioni politiche, impose limitazioni sulle vendite dei biglietti, mettendo a disposizione solo 2000 posti a tifosi selezionati con cura e riservando il resto dei posti a impiegati Stasi, Volkspolizei e funzionari SED. La BFC Dynamo riuscì a pareggiare la partita di andata, ma fu eliminata perdendo ad Amburgo per 0-2 la partita di ritorno.
I giocatori della BFC Dynamo erano costretti a seguire una rigorosa disciplina, ed era loro proibito di avere contatti con il Blocco occidentale. I giocatori erano posti sotto sorveglianza dalla Stasi con intercettazioni telefoniche oppure scortandoli durante le tournée internazionali. Il Ministro dell'Interno e la Stasi avevano dei propri impiegati all'interno del club ed è probabile che alcuni giocatori fungessero da informatori, i cosiddetti Collaboratori non ufficiali (IM), con il compito di raccogliere informazioni sugli altri calciatori. Durante una trasferta a Belgrado per un incontro con il Partizan Belgrado nel secondo turno della Coppa dei Campioni 1983-1984, i giocatori Falko Götz e Dirk Schlegel fuggirono in Germania Ovest con l'aiuto del consolato generale tedesco-occidentale a Zagabria che fornì loro passaporti falsi. Nonostante la fuga dei due giocatori, definita un "tradimento" dall'ADN, alla vigilia dell'incontro con il Partizan, la Dynamo vinse per 2-0 e si qualificò ai quarti di finale anche grazie alla prestazione del diciottenne Andreas Thom che fece qui il suo esordio in campo internazionale sostituendo il fuggitivo Falko Götz. La squadra fu poi eliminata ai quarti dalla Roma, perdendo per 3-0 la partita di andata allo Stadio Olimpico di Roma e vincendo per 2-1 la partita di ritorno.

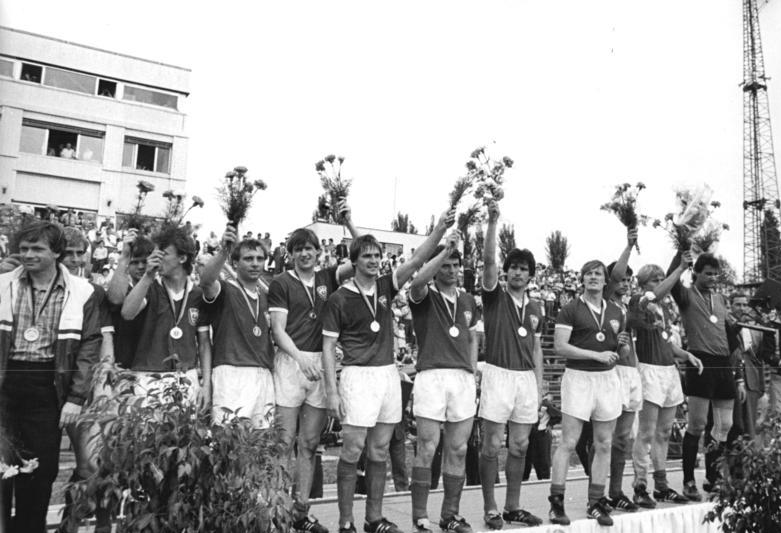
La squadra della BFC Dynamo mentre festeggia il titolo nazionale conquistato nella stagione 1983–84.

La BFC Dynamo riuscì nell'impresa di ottenere una striscia di 36 risultati utili consecutivi tra il 1982 e il 1984, compresa l'intera stagione 1982-83. Tale striscia si interruppe alla settima giornata della stagione 1983-84 con la sconfitta contro il FC Karl-Marx-Stadt, circa un anno e mezzo dopo la precedente sconfitta contro il SG Dynamo Dresden nella ventiduesima giornata del campionato 1981–82. Il suo centravanti, Rainer Ernst, vinse il titolo di capocannoniere del campionato nelle stagioni 1983–84 e 1984-85. La BFC Dynamo, inoltre, riuscì a segnare complessivamente 90 reti nella stagione 1984-85, un record per la DDR-Oberliga (il campionato della Germania Est).
Benché la BFC Dynamo fosse di per sé una squadra molto competitiva, usufruì in molti casi di controverse decisioni arbitrali in suo favore nelle partite di campionato, facendo sorgere il sospetto che il dominio in ambito nazionale non fosse dovuto esclusivamente alle sue prestazioni agonistiche, ma anche a presunti aiuti ricevuti dagli arbitri e dal "palazzo". Il presidente della commissione arbitrale Heinz Einbeck era peraltro un membro sostenitore del BFC Dynamo. Le accuse di presunti favoritismi arbitrali non erano una novità nel calcio tedesco-orientale e non si limitavano agli incontri coinvolgenti la Dynamo. Lo storico dello sport tedesco Hanns Leake afferma che gli arbitri tedesco-orientali tendevano a favorire le squadre sponsorizzate dalle forze armate e di sicurezza, tra cui la Dynamo. Anche se alcuni arbitri avevano lavorato per la Stasi come informatori, non è stato rinvenuto negli archivi alcun documento che provi che la Stasi avesse ordinato loro di favorire la Dynamo, anche se la prospettiva di una carriera internazionale, possibile solo nel caso di ottenimento di un permesso di viaggio concesso dalla Stasi, potrebbe, insieme ai doni alle mogli e altre forme di patrocinio, aver indotto i direttori di gara tedesco-orientali a favorire la Dynamo pur in assenza di espliciti ordini in tal senso.
La BFC Dynamo e il suo predecessore, SC Dynamo Berlin, erano fortemente impopolari non solo a Dresda (in conseguenza dello spostamento della SG Dynamo Dresden nel 1954), ma in tutta la Germania Est per via dei suoi privilegi e per il fatto di rappresentare la capitale e la Stasi. I sospetti di presunti favoritismi arbitrali ricevuti dalla BFC Dynamo erano sorti ben prima del 1978, come provano gli scontri tra i tifosi durante un incontro del 1968 tra la Dynamo Berlino e la Dynamo Schwein, ma fu solo con l'inizio del dominio decennale in campionato che tali lamentele crebbero notevolmente di intensità. Il punto di svolta fu l'incontro tra BFC Dynamo e SG Dynamo Dresden al Dynamo-Stadion di Dresda il 2 dicembre 1978, segnato da incidenti tra le tifoserie di ambedue le squadre e numerosi arresti. Il BFC Dynamo vinse l'incontro per 3-1 e Hans Modrow, all'epoca primo segretario della SED a Bezirk Dresden, attribuì gli scontri all'inettitudine dell'arbitro. Il malcontento per i favori arbitrali ricevuti dal Dynamo era diffuso soprattutto nelle città sassoni come Dresda e Lipsia. Le petizioni alle autorità, contenenti le proteste per i favoritismi ricevuti dal Dynamo, erano firmate da cittadini, tifosi di altre squadre e membri locali del SED. La squadra subì spesso durante le trasferte delle aggressioni o pesanti insulti.
Lo scandalo dei presunti favoritismi arbitrali aveva tanto minato la credibilità delle competizioni calcistiche tedesco-orientali da spingere la stessa Federazione a prendere provvedimenti disciplinari nei confronti degli arbitri ritenuti responsabili di gravi errori. La DFV commissionò uno studio segreto sul comportamento degli arbitri negli incontri del campionato 1984-85 relativi alle squadre BFC Dynamo, SG Dynamo Dresden e 1. FC Lokomotive Leipzig. Lo studio giunse alla conclusione che la BFC Dynamo guadagnò almeno otto punti a causa di eclatanti errori arbitrali, nonché per ingerenze esterne ("gezielten Einfluss anderer Instanzen"), mentre le sue dirette contendenti per il titolo, la SG Dynamo Dresden e 1. FC Lokomotive Leipzig, furono sfavorite ad esempio mediante la sistematica ammonizione dei giocatori in diffida nella partita prima della sfida con il Dynamo, costringendoli così a saltare per squalifica lo scontro diretto. Agli arbitri incriminati fu proibito di arbitrare gli incontri coinvolgenti BFC Dynamo, SG Dynamo Dresden e 1. FC Lokomotive Leipzig o subirono sanzioni più pesanti (come il divieto di arbitrare incontri di massima serie per un anno inflitto a Manfred Roßner).

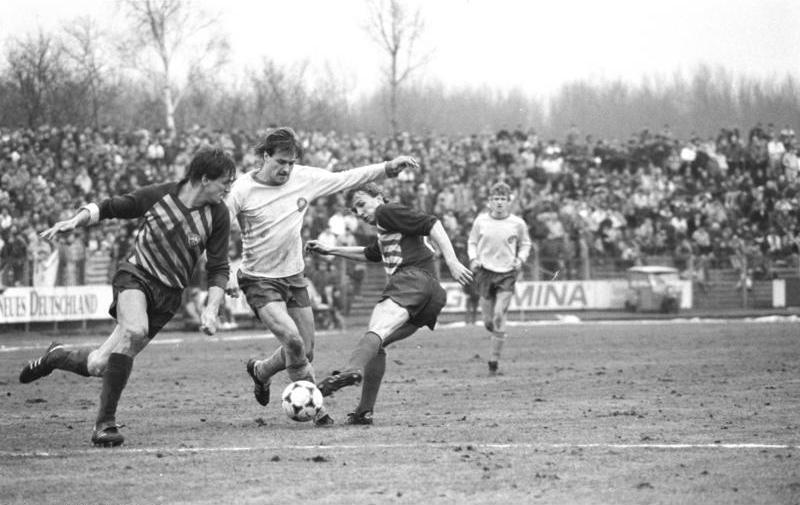
L'incontro 1. FC Lokomotive Leipzig - BFC Dynamo del 22 marzo 1986.

 Nella stagione 1985-86 le polemiche contro i presunti favoritismi ricevuti dalla BFC Dynamo raggiunsero il loro apice. Il 22 marzo 1986, durante lo scontro diretto tra la 1. FC Lokomotive Leipzig e il BFC Dynamo, i primi si stavano imponendo per 1-0 quando nel corso del quarto minuto di recupero, a tempo abbondantemente scaduto, l'arbitro Bernd Stumpf, che poi si scoprì essere stato un dipendente e un informatore della Stasi, fischiò un rigore discutibile in favore della Dynamo che fu trasformato da Frank Pastor. L'episodio, noto successivamente come "il rigore della vergogna di Lipsia", permise alla Dynamo di pareggiare lo scontro diretto con la più immediata inseguitrice e risultò perciò decisivo per la conquista dell'ottavo titolo consecutivo, rinfocolando di conseguenza le polemiche. La DFV prese provvedimenti e squalificò a vita l'arbitro Bernd Stumpf oltre a rimuovere dalla commissione arbitrale due rappresentanti della SV Dynamo, Heinz Einbeck e Gerhard Kunze. Le sanzioni contro Bernd Stumpf furono ratificate da Erich Honecker ed Egon Krenz del Comitato Centrale della SED. In sua discolpa, Bernd Stumpf inviò nel 2000 alla Mitteldeutscher Rundfunk (MDR) un nuovo filmato dell'incontro che dimostrerebbe la correttezza della sua decisione arbitrale, anche se andrebbe detto che al momento della concessione del rigore i minuti di recupero da lui concessi erano già scaduti.
Benché i sospetti sulle presunte manipolazioni in suo favore non possano mai essere eliminati del tutto, rimane il fatto che i successi agonistici della BFC Dynamo dipendessero in buona parte dal suo settore giovanile. Molti dei suoi campioni degli anni ottanta, come ad esempio Andreas Thom, Frank Rohde, Rainer Ernst, Bernd Schulz, Christian Backs, Bodo Rudwaleit e Artur Ullrich, provenivano dal suo vivaio. Gli unici trasferimenti importanti al BFC Dynamo negli anni ottanta furono quello di Frank Pastor dall'appena retrocesso HFC Chemie nel 1984 e di Thomas Doll dall'appena retrocesso FC Hansa Rostock nel 1986. Questi trasferimenti furono spesso etichettati come "forzati" (cioè avvenuti contro la volontà dei giocatori) dai tifosi delle altre squadre, ma Thomas Doll lasciò la Hansa Rostock per avere la possibilità di giocare in nazionale e poteva scegliere tra BFC Dynamo e la SG Dynamo Dresden, ma scelse la squadra di Berlino per rimanere vicino alla propria famiglia e perché conosceva alcuni giocatori della Dynamo fin dai tempi della militanza nelle nazionali giovanili.

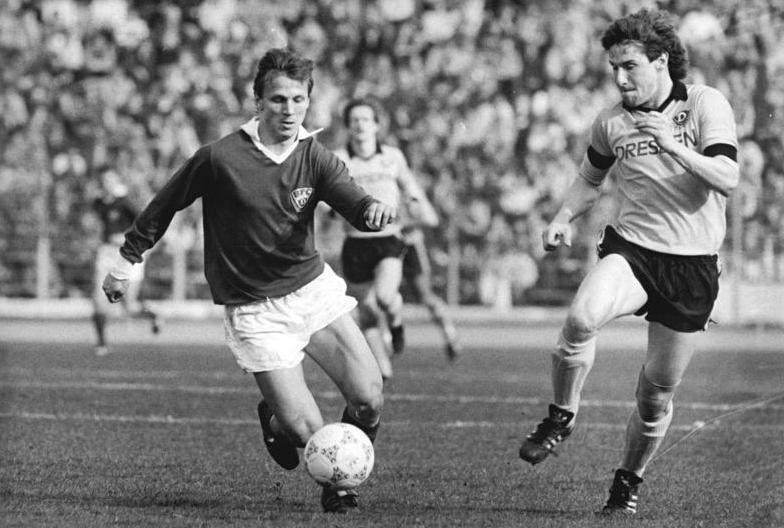
Andreas Thom nel corso di un incontro contro la SG Dynamo Dresden svoltosi nel 1988.

La BFC Dynamo vinse il suo decimo titolo nazionale di fila nella stagione 1987–88. Il club vinse inoltre la FDGB-Pokal 1987-1988, imponendosi in finale sul Carl Zeiss Jena per 2-0 allo Stadion der Weltjugend alla presenza di 40 000 spettatori, conquistando così il double nonché la sua seconda coppa nazionale. Il duo Andreas Thom e Thomas Doll, coadiuvati da Frank Rohde, furono tra i cannonieri più prolifici del campionato tedesco-orientale nella seconda metà degli anni ottanta. Andreas Thom si aggiudicò il titolo di capocannoniere del campionato nella stagione 1987–88.
Il club fu sorteggiato contro i campioni della Germania Ovest del Werder Bremen nel primo turno della Coppa dei Campioni 1988-1989. L'incontro aveva un considerevole significato politico, come lo stesso Erich Mielke aveva dichiarato alla squadra prima della partita di ritorno affermando che "si tratta di battere il nemico di classe". La BFC Dynamo si impose a sorpresa per 3-0 nella gara di andata disputata in casa, ma fu eliminata dopo una altrettanto sorprendente sconfitta per 5–0 a Brema. La partita di ritorno divenne nota in Germania Ovest come il "Secondo miracolo al Weser". Vi furono dei sospetti che la presunta assunzione di sostanze dopanti potesse spiegare il risultato sorprendente dell'andata. Il ricercatore Giselher Spitzer sostiene la tesi che ai giocatori della BFC Dynamo fossero state somministrate amfetamine prima dell'incontro di andata. Secondo tale tesi la Stasi avrebbe preferito evitare il rischio di dopare i suoi calciatori in occasione dell'incontro di ritorno a Brema nel timore di controlli. Tuttavia, non è da escludere che la pressione ricevuta dalla BFC Dynamo in seguito alla sorprendente vittoria all'andata potesse aver influito sulla prestazione nella partita di ritorno. Un'altra possibile spiegazione della rimonta subita al ritorno è il fatto che i calciatori della BFC Dynamo fossero stati deconcentrati dalle compere effettuate nello stesso giorno dell'incontro in un "discount del Werder" su offerta della stessa squadra avversaria. Secondo Jürgen Bogs, il pullman della squadra si era completamente riempito di elettrodomestici e di televisori quando arrivò allo Weserstadion 90 minuti prima del calcio d'inizio. Vi furono dei sospetti che il Werder Brema avesse offerto ai calciatori della BFC Dynamo di fare delle compere allo scopo di farli deconcentrare.

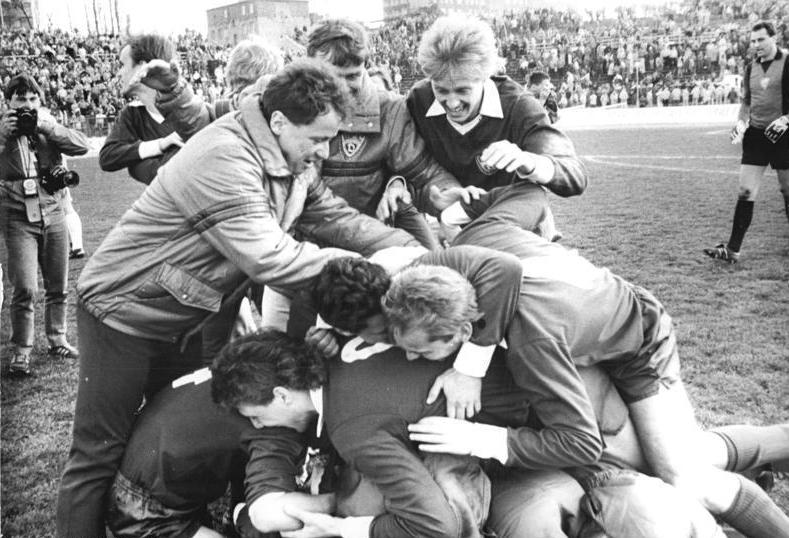
I festeggiamenti per la vittoria della FDGB-Pokal 1988-89.

 La media di pubblico nelle partite interne crollò da 15 000 a 9 000 spettatori nel corso degli anni ottanta. Molti tifosi si allontanarono dalla squadra per via della Stasi. Particolarmente gravose risultarono le restrizioni sulle vendite dei biglietti imposte dalla Stasi in occasione degli incontri internazionali (come quelli delle coppe europee), dove solo un esiguo numero di biglietti erano riservati a tifosi ordinari, mentre la maggior parte dei posti a sedere erano riservati a esponenti politici. La BFC Dynamo nel corso degli anni ottanta dovette fronteggiare il fenomeno dei tifosi violenti, i cosiddetti hooligan, associati a movimenti di estrema destra.
Nella stagione 1988-1989 la BFC Dynamo terminò al secondo posto dietro alla SG Dynamo Dresden ponendo dunque fine al decennio di successi in campionato. La squadra in compenso si aggiudicò la sua terza coppa nazionale sconfiggendo il FC Karl-Marx-Stadt per 1–0 nella finale della FDGB-Pokal 1988-89. In qualità di vincitori della coppa, la BFC Dynamo si qualificò alla DFV-Supercup contro i campioni di Germania Est della SG Dynamo Dresden. Jürgen Bogs fu esonerato al termine della stagione 1988–89, venendo sostituito da Helmut Jäschke, in precedenza l'allenatore della squadra riserve. La DFV-Supercup si disputò il 5 agosto 1989 allo Stadion der Freundschaft di Cottbus. La BFC Dynamo sconfisse la SG Dynamo Dresden per 4–1, con doppietta di Thomas Doll, e si aggiudicò la supercoppa nazionale.

### Dopo la riunificazione

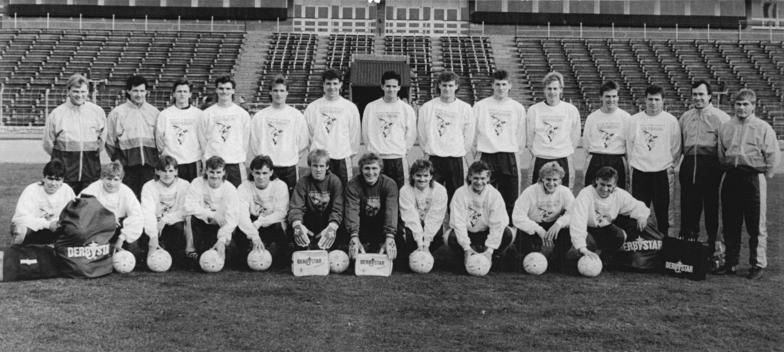
Il FC Berlin allo Friedrich-Ludwig-Jahn-Stadion nel 1990.

La stagione 1989–90 fu segnata da importanti cambiamenti politici in Germania Est, tra cui la caduta del muro di Berlino (9 novembre 1989) e lo scioglimento della Stasi (13 gennaio 1990) che privò il club del suo principale protettore, minacciandone le sorti future. In conseguenza di tali cambiamenti, il 19 febbraio 1990 il BFC Dynamo cambiò denominazione in FC Berlin. La riapertura delle frontiere risultò deleteria per il club, che cedette progressivamente i suoi elementi migliori a squadre tedesco-occidentali. Il club, indebolitosi con la partenza di Andreas Thom ceduto al Bayer Leverkusen durante la sessione invernale, concluse il campionato 1989-1990 al quarto posto, mancando per la prima volta dopo oltre un decennio la qualificazione alle competizioni UEFA. Al termine della stagione il club si indebolì ulteriormente con le partenze di Thomas Doll e Frank Rohde, ceduti all'Amburgo, nonché di Rainer Ernst, ingaggiato dal Kaiserslautern.

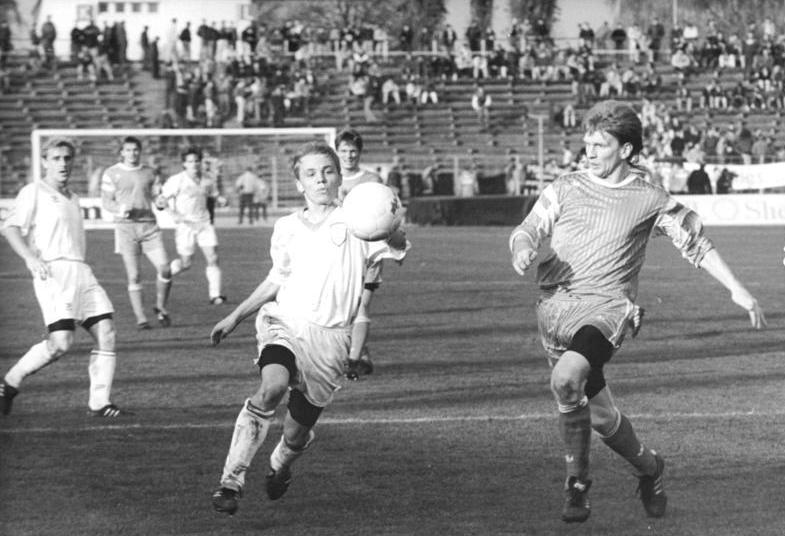
L'attaccante del FC Berlin Dirk Rehbein nel corso di una partita contro il HFC Chemie nel 1990.

Nel campionato tedesco-orientale 1990-91, l'ultima edizione del torneo per via dell'imminente riunificazione tedesca, il FC Berlino, nonostante il ritorno di Jürgen Bogs in panchina, si classificò soltanto all'undicesimo posto, qualificandosi comunque ai playoff con in palio dei posti in 2. Bundesliga. La squadra non riuscì a qualificarsi alla 2. Bundesliga attraverso i playoff rimanendo in NOFV Oberliga che con la riunificazione tra Germania Ovest ed Est divenne uno dei gironi del terzo livello del campionato tedesco di calcio. Al termine della stagione il club si indebolì ulteriormente con le partenze di Heiko Bonan per il VfL Bochum, Burkhard Reich per il Karlsruher SC e di Hendrik Herzog per il FC Schalke 04. Nella stagione successiva il club vinse la NOFV Oberliga ma mancò la promozione in 2. Bundesliga ai playoff contro le vincenti degli altri gironi. Nel frattempo, continuavano le cessioni di giocatori: in totale, nelle due stagioni successive alla caduta del muro di Berlino, il club cedette 22 giocatori a squadre di Bundesliga e 13 giocatori a squadre di 2. Bundesliga.
Il club, costretto ad attingere dalle proprie giovanili, continuò a militare nel terzo livello del campionato tedesco di calcio fino alla stagione 1999-00, ma le sue prestazioni peggiorarono, trovandosi anche a dover lottare per la salvezza. Il club riassunse la denominazione passata di BFC Dynamo l'8 maggio 1999. In questo periodo è da segnalare la conquista della sua prima Coppa dello stato federale di Berlino nella stagione 1998-99 battendo in finale per 4-1 il Berlin Turkspor 1965. Ai risultati mediocri ottenuti in campionato si aggiunsero le difficoltà economiche della società: la crisi si acuì particolarmente nell'autunno 1999 con la squadra sprofondata nei bassifondi della classifica. Terminando il campionato di Regionalliga 1999-2000 al diciassettesimo posto, la squadra retrocesse in NOFV-Oberliga Nord, sprofondando per la prima volta nel quarto livello del campionato tedesco di calcio.
Nella stagione successiva la BFC Dynamo terminò il campionato di NOFV-Oberliga Nord al primo posto, ma fallì l'obiettivo promozione perdendo contro il 1. FC Magdeburg nei play-off per la Regionalliga Nord, complici anche le gravi difficoltà finanziarie. I giocatori non venivano pagati da mesi e il club rischiava la bancarotta, con i debiti stimati a 5,5 milioni di marchi tedeschi. Le procedure di insolvenza vennero aperte il 1 novembre 2001. Nel frattempo, per inadempienze economiche, il BFC Dynamo fu retrocesso a tavolino nella Verbandsliga Berlin. Solo tre giocatori della precedente squadra rimasero per le prime amichevoli obbligatorie, tra cui il nuovo capitano Piotr Rowicki. Il club, ripartito dalla Verbandsliga Berlin nel 2002, riuscì a ritornare nella NOFV-Oberliga Nord al termine della stagione 2003-2004 in virtù del primo posto nella Verbandsliga Berlin: nel corso della stagione il club riuscì nell'impresa di vincere tutte le partite del girone di ritorno (un record per tale campionato). Nel frattempo la procedura di insolvenza si concluse con esito positivo, nonostante la complessità e la gravità della situazione, in seguito a un incontro con i creditori svoltosi alla corte distrettuale di Charlottenburg l'8 giugno 2004.
Dal 2004, in seguito alla vittoria della Verbandsliga Berlin (V serie), la squadra milita in NOFV-Oberliga. Nella stagione 2013-2014, sotto la guida di Volkan Uluc, la Dynamo risale in Regionalliga.

## Divisa, colori e simbolo

### Divisa e colori
Il colore sociale della Dinamo Berlino è il rosso bordeaux, lo stesso delle società sportive patrocinate dalla Stasi (recanti il nome Dinamo). Le divise della squadra (il cui aspetto è stato modificato in maniera molto marginale nel corso degli anni) sono generalmente costituite da maglia rossa bordeaux, calzoncini e calzettoni bianchi (o, occasionalmente, bordeaux).
| 1966-1970 | 1970-1982 | 1982-1984 | 1984-1985 | 1985-1988 | 1988-1990 | 1990-1991 |

| 1991 | dal 2003 |

### Simbolo

Logo usato dal 2009 al 2023

Il primo logo della Dinamo Berlino, in uso sin dalla sua fondazione (1953), era costituito da uno scudo rosso bordeaux contenente una "D" rossa, contornato da spighe di grano. Nella parte inferiore vi era inoltre un nastro di colore rosso bordeaux con scritto in bianco "Sportclub". Tale logo, utilizzato in generale dalla società polisportiva Dynamo, è stato utilizzato fino al 1966, anno in cui la Dinamo Berlino fu scorporata dalla polisportiva. In quell'occasione fu introdotto un logo costituito dallo stesso scudo del precedente, racchiuso in uno scudo bianco più grande all'interno del quale vi erano inoltre le lettere "BFC" (acronimo di Berliner Fußballclub). Tutti questi elementi erano circondati da spighe di grano, presenti all'esterno dello scudo.
Nel 1990, con il cambio del nome della società in F.C. Berlin, viene introdotto un nuovo logo, costituito da un disegno stilizzato della porta di Brandeburgo racchiuso in un pallone. Questi elementi, di colore rosso, erano a loro volta contenuti in uno scudo bianco che includeva una scritta "FCB" (acronimo di "F.C. Berlin") in alto e in basso il nome della società. Questo logo è stato modificato nel 1996, quando viene introdotta una semplice scritta "FCB" racchiusa in un cerchio di colore rosso.
Nel 1999, con il ritorno alla denominazione di Berliner F.C. Dynamo, viene ripristinato il logo introdotto nel 1966, che verrà utilizzato fino al 2009, quando viene sostituito da un cerchio con bordo nero racchiudente delle strisce rosse bordeaux a cui è sovrapposto un orso (simbolo istituzionale del comune di Berlino).
Nel 2022 il presidente del Consiglio economico Peter Meyer, attraverso una delle sue società, acquisisce i diritti di utilizzo del logo introdotto nel 1966. Dalla stagione 2023-24, la BFC Dynamo torna a giocare con il suo stemma tradizionale, presentato il 7 luglio 2023 davanti a più di 10.000 spettatori presenti al Friedrich-Ludwig-Jahn-Sportpark per assistere a un'amichevole contro l'Hertha BSC.

### Controversia sulle stelle
Nel 2004, la DFB decise di introdurre la Verdiente Meistervereine, un sistema che premiava le migliori squadre della Bundesliga assegnando una stella ogni tre scudetti vinti, due stelle ogni cinque e tre stelle ogni dieci, e pertanto autorizzava queste squadre ad applicare le stelle sui loro stemmi. La Dynamo Berlin in virtù dei dieci scudetti vinti chiese l'autorizzazione alla federcalcio, ma non ricevette alcuna risposta. Ciò è stato causato dal fatto che la DFB sapeva chiaramente come la squadra aveva vinto gli scudetti, ma più generalmente perché la federazione ha riconosciuto - inizialmente - solo i titoli vinti dalle squadre della Germania Ovest dalla creazione della Bundesliga (1963). Le altre squadre della Germania Est plurivincitrici del campionato della DDR e di quelli prima della seconda guerra mondiale sono la Dinamo Dresda (8 titoli), il Vorwärts Berlin (6), l'SC Wismut Karl Marx Stadt, il Carl Zeiss Jena, l'1. FC Magdeburgo e la Lokomotive Lipsia (3 campionati a testa).
Successivamente la DFB ha modificato questo sistema di riconoscimenti premiando anche le squadre maschili che avevano vinto il campionato tedesco (non la sola Bundesliga) dal 1903 (anno della fondazione della Federcalcio tedesca), includendo di fatto anche le squadre della ex-Germania Est, e le squadre femminili che avevano vinto il campionato dal 1974. In più sono stati creati nuovi standard per quanto riguarda la quantità di stelle illustrate sulla divisa ufficiale. La DFB controlla l'uso di queste stelle e un club prima di illustrarle sul suo stemma deve chiedere l'autorizzazione alla federazione.
La Dinamo Berlino ha cominciato ad usare il riconoscimento delle stelle in accordo con gli standard grafici della DFB, disponendo sopra lo stemma una stella con all'interno il numero 10, nella foto della squadra e nel sito ufficiale.

## Stadio
Il club gioca al Dynamo-Sportforum altrimenti detto Sportforum Hohenschönhausen, uno stadio costruito nel 1970. Ha una capacità di 10.000 posti (di cui circa 2.000 a sedere) e fa parte di un complesso sportivo aperto nel 1986, con strutture per il pattinaggio, per l'atletica e per il ciclismo. Quando è stato aperto è stata la prima struttura al mondo ad offrire un impianto per il pattinaggio indoor. Lo stadio è stato restaurato durante la stagione 2005-06 per creare recinzioni e tunnel per i giocatori richieste ad adeguarsi agli standard di sicurezza richiesti. La Dinamo gioca le partite più importanti - come le competizioni internazionali - nel più grande Friedrich Ludwig Jahn Sportpark.

## Allenatori
Nella storia della Dinamo Berlino sono stati assunti in totale ventisette allenatori: il primo tecnico della squadra fu Helmut Petzold, proveniente dalla Dinamo Dresda, mentre dopo la rifondazione la squadra fu affidata all'ungherese Bela Volentik. La nazionalità dei tecnici è quasi esclusivamente tedesca (orientale fino al 1991): gli unici casi di allenatori stranieri si sono avuti agli albori della società, quando si avvicendarono in panchina tre tecnici ungheresi, e nel 2007, quando la squadra fu affidata al turco Volkan Uluc.
Il record di allenatore più longevo della squadra è detenuto da Jürgen Bogs, che allenò la squadra per un totale di sedici anni, anche se discontinui: allenò infatti la squadra dal 1978 al 1989, dal 1990 al 1994 e nella stagione 2000-01.
- 1954-1956:  Helmut Petzold
- 1957-1958:  Istvan Orczifalvi e  Fritz Bachmann
- 1959:  Fritz Bachmann
- 1961-1962:  János Gyarmati
- 1962-1966:  Fritz Gödicke
- 1965-1966:  Karl Schäffner
- 1966-1967:  Bela Volentik
- 1967-1969:  Karl Schäffner
- 1969-1971:  Hans Geitel
- 1972-1973:  Günter Schröter
- 1973-1977:  Harry Nippert
- 1977-1989:  Jürgen Bogs
- 1989-1990:  Helmut Jäschke
- 1989-1991:  Peter Rohde
- 1990-1993:  Jürgen Bogs
- 1993-1996:  Helmut Koch
- 1996-1998:  Werner Voigt
- 1997-1998:  Ingo Rentzsch
- 1998-1999:  Henry Häusler
- 1999-2000:  Klaus Goldbach
- 2000-2001:  Jürgen Bogs
- 2002-2003:  Dirk Vollmar
- 2003-2004:  Sven Orbanke
- 2004-2005:  Christian Backs
- 2005:  Bodo Rudwaleit
- 2005:  Rajko Fijalek
- 2005-2006:  Jürgen Piepenburg
- 2006-2007:  Rajko Fijalek
- 2007:  Nico Thomaschewski e  Jörn Lenz
- 2007:  Ingo Rentzsch
- 2007:  Nico Thomaschewski e  Jörn Lenz
- 2007-2009:  Volkan Uluc
- 2009-2010  Christian Backs
- 2010-2011  Heiko Bonan
- 2012-2014  Volkan Uluc
- 2014-2016  Thomas Stratos
- 2016-  René Rydlewicz

## Calciatori

### Vincitori di titoli
Calciatori campioni olimpici di calcio
- Reinhard Lauck (Montréal 1976)
- Hans-Jürgen Riediger (Montréal 1976)

### Premi individuali dei calciatori
- Calciatore tedesco orientale dell'anno

Andreas Thom (1988)
- Capocannoniere del campionato tedesco orientale

Rainer Ernst (1983-84, 1984-1985)
Frank Pastor (1985-1986)
Andreas Thom (1987-1988)

## Palmarès

### Competizioni nazionali
- Campionato tedesco orientale: 10 (record)

1978-1979, 1979-1980, 1980-1981, 1981-1982, 1982-1983, 1983-1984, 1984-1985, 1985-1986, 1986-1987, 1987-1988
- Coppa della Germania Est: 3

1959, 1987-1988, 1988-1989
- DFV-Supercup: 1

1989
- Fußball-Regionalliga: 1

2021-2022 (Regionalliga Nordost)

### Competizioni regionali
- NOFV-Oberliga: 1

1991-1992
- Campionato di Berlino: 1

2003-2004
- Coppa di Berlino: 6

1998-1999, 2010-2011, 2012-2013, 2014-2015, 2016-2017, 2017-2018

### Altri piazzamenti

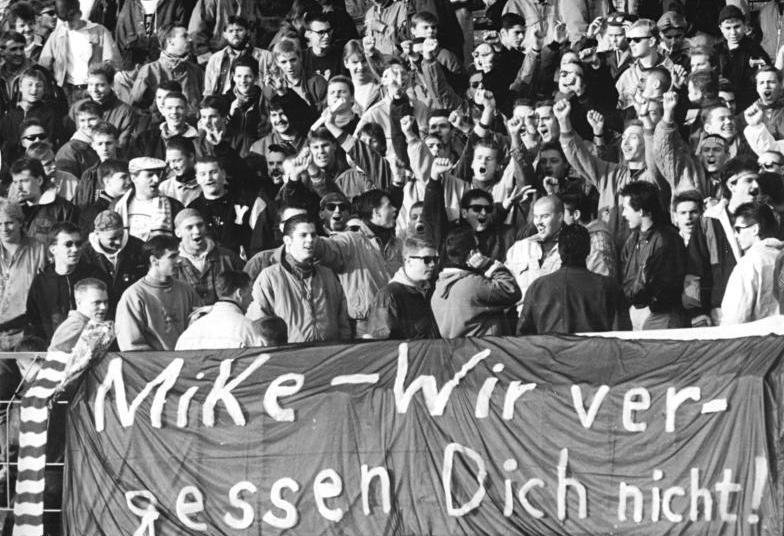
Tifosi della Dynamo Berlino durante l'incontro con il Hallescher Chemie della stagione 1989-90

- Campionato tedesco orientale:

Secondo postoː 1960, 1971-1972, 1975-1976, 1988-1989
Terzo posto: 1955, 1959, 1961-1962, 1977-1978
- Coppa della Germania Est:

Finalista: 1961-1962, 1970-1971, 1978-1979, 1981-1982, 1983-1984, 1984-1985
Semifinalista: 1957, 1968-1969, 1972-1973, 1973-1974, 1977-1978, 1980-1981, 1985-1986
- Fuwo-Pokal:

Finalista: 1971-1972
- Coppa di Berlino:

Finalista: 1999-2000, 2009-2010
- Coppa delle Coppe:

Semifinalista: 1971-1972
- King's Cup:

Terzo posto: 1992

## Tifosi

### Rivalità
- Dinamo Dresda[1]
- Union Berlino[1][141]

### Amicizie
- Hertha Berlino[1]

### Videografia
- Federico Ferri, Federico Buffa, Storie Mondiali: Arancia Meccanica (1974), Sky Sport, 2014.